# The Lonely Villa

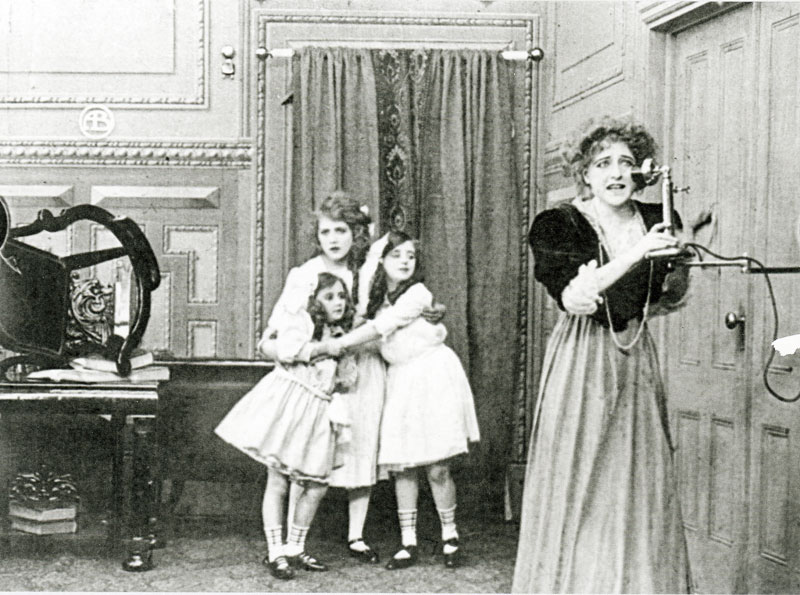
Gladys Egan, Mary Pickford, Adele DeGarde und Marion Leonard (von links) in The Lonely Villa

The Lonely Villa (deutsch: Die einsame Villa) ist ein US-amerikanischer Kriminalfilm des Regisseurs David Wark Griffith aus dem Jahr 1909. Das Drehbuch schrieb Mack Sennett nach dem Bühnenstück Au téléphone (deutsch: Am Telefon) der französischen Dramatiker André de Lorde und Charles Foleÿ. Der Stummfilm ist eine Produktion der American Mutoscope and Biograph Company und zeigt die siebzehnjährige Mary Pickford in ihrem vierten Kurzfilm.

## Handlung
Drei Verbrecher planen das Landhaus der Cullisons auszurauben. Um freie Bahn zu erhalten, fälschen sie eine Nachricht an Robert Cullison, den Familienvater, mit der er aufgefordert wird seine Mutter am Bahnhof der Stadt abzuholen. Als das Ehepaar Cullison mit den drei Töchtern alleine zu Hause ist – das Dienstmädchen und der Butler haben einen Tag frei – kommt einer der Verbrecher ins Haus, um die gefälschte Nachricht abzugeben. Dabei entnimmt er einem im Salon bereitliegenden Revolver heimlich die Munition.
Während Mr. Cullison mit dem Familienauto zum Bahnhof fährt, greifen die Räuber das Landhaus an. Mrs. Cullison und die Töchter verbarrikadieren sich im Salon. Cullison muss wegen einer Panne an einem Rasthaus anhalten und ruft zu Hause an. Dabei erfährt er von der bedrohlichen Lage und fordert seine Frau auf, den Revolver zu nehmen. Doch dieser erweist sich ohne Munition als nutzlos. Das Gespräch wird unterbrochen, als einer der Räuber das Telefonkabel durchtrennt.
Mr. Cullinson kriegt am Rasthaus seinen Wagen nicht wieder zum Laufen. Ein Polizist erscheint zu Fuß und beschlagnahmt kurzerhand in einem Lager gegenüber dem Rasthaus einen Planwagen, mit dem er selbst, Mr. Cullison und weitere Retter in halsbrecherischer Fahrt zum Haus der Cullisons rasen. Inzwischen können die Räuber die erste Tür aufbrechen und sind nur noch durch eine letzte Tür von Mrs. Cullison und den Töchtern getrennt. Gerade als es ihnen gelingt bis zu ihren Opfern vorzudringen stürmen die Retter ins Haus und überwältigen die Räuber.

## Produktionsnotizen
Vorlage für das Drehbuch von The Lonely Villa war La téléphone, ein Bühnenstück in zwei Akten der französischen Dramatiker André de Lorde und Charles Foleÿ. Es erschien 1901 und wurde rasch in das Repertoire des Théâtre du Grand Guignol im Pariser Vergnügungsviertel Pigalle aufgenommen. Der Stoff wurde wiederholt verfilmt, so von den Pathé Frères in mehreren Versionen von Le Médecin du château. Die Version von 1908 gelangte auch in die Vereinigten Staaten, wo sie unter den Titeln A Narrow Escape und The Physician of the Castle veröffentlicht wurde. Andere Bearbeitungen wie 1907 eine frühere Fassung von Le Médecin du château oder 1908 Heard over the Phone von Edwin S. Porter wandelten die Geschichte vom Triumph des Patriarchen dahingehend ab, dass sie die Familie ermorden und den zur Rettung eilenden Familienvater grausam scheitern ließen.
In den zehn Monaten vor dem Dreh von The Lonely Villa hatte David Wark Griffith für die Biograph Company bereits mehr als 100 Filme gedreht. 1908 hatte er in seinem Filmmelodram After Many Years erstmals zwei Handlungsstränge durch Parallelmontagen verbunden. The Lonely Villa ist eines seiner wichtigsten Frühwerke. Hier gibt es drei Handlungsstränge an verschiedenen Schauplätzen, draußen die Einbrecher, in der Villa verbarrikadiert Frau und Kinder, und auf dem Weg von der Stadt zu ihrer Rettung der Ehemann. Griffith verbindet nicht nur die drei Schauplätze und Handlungsstränge mit Parallelmontagen, sondern er nutzt die kürzer und kürzer werdenden Szenen, also die raschere Abfolge der Einstellungen, als Mittel zur Steigerung der Spannung und zur Darstellung der Gleichzeitigkeit von Ereignissen. Wenige Monate vor The Lonely Villa hatte Griffith bereits in seinem Film The Medicine Bottle ein Telefongespräch mithilfe von spannungstreibenden Parallelmontagen dargestellt. In The Lonely Villa hatte er seine Technik schon so weit fortentwickelt, dass der US-amerikanische Filmwissenschaftler Tom Gunning diesen Film als Locus classicus der Parallelmontage bezeichnet.
The Lonely Villa ist ein Nachfolger der von 1903 bis 1908 außerordentlich populären Verfolgungsjagden im Film. Mit seinem Motiv des herbeieilenden Retters prägte Griffith ein Stilmittel, das als Griffith last-minute rescue oder Griffith ending bekannt wurde und wenige Jahre später in Die Geburt einer Nation und Intoleranz die Struktur der Filme bestimmte.
Das Telefongespräch als tragendes Element der Handlung ist eine weitere Neuerung Griffith’. Zwar wurde durch ihn selbst und andere Regisseure das Telefon schon früher im Film thematisiert oder genutzt. Ein Beispiel ist Le Médecin du château, ein Kurzfilm von 1908, der bisweilen als Vorlage für Griffith fast exakte Kopie genannt wurde. Die handwerkliche Qualität von Griffith’ Arbeit und zahlreiche Abweichungen in Details widerlegen allerdings die Vermutung, The Lonely Villa sei ein Plagiat. Vielmehr hat Griffith den Stoff adaptiert und ihm in mehr als doppelt so vielen Einstellungen seine künstlerische Form gegeben. Spätere Vertreter des Kriminalfilms und des Medienhorrors bauten darauf auf und das spannungstreibende Element des in zahlreichen Einstellungen wiedergegebenen Telefongesprächs wird bis heute eingesetzt.
The Lonely Villa hat eine Länge von 750 Fuß und wurde zusammen mit A New Trick auf einer Rolle 35-mm-Film veröffentlicht. Der Film wurde am 10. Juni 1909 beim United States Copyright Office registriert und kam am selben Tag in die Kinos. Kopien des Films sind in mehreren Filmarchiven erhalten.
Der Stoff wurde auch später wiederholt verfilmt. Dabei sind besonders die Filmparodie Help! Help! von Mack Sennett, 1912 von der Biograph Company produziert, und Au sécours! von Abel Gance aus dem Jahr 1924 hervorzuheben. Der russische Regisseur Jakow Protasanow drehte 1914 mit dem verschollenen Film Drama by Telephone (Drama u telefona) ein Remake von The Lonely Villa, das entsprechend den Vorlieben des russischen Publikums ein tragisches Ende hatte: der Familienvater findet seine Ehefrau bei der Rückkehr ermordet vor.

## Kritik
The Lonely Villa wurde kurz vor der Einrichtung des National Board of Censorship, als die Zensur noch den örtlichen Polizeibehörden oblag, von der Polizei von Chicago mit einem Aufführungsverbot für das Stadtgebiet belegt. In einer Erörterung zum Thema der Zensur urteilte ein Redakteur der Moving Picture World, dieser Film habe großes Lob von Zuschauern in New York City und hervorragende Kritiken aus dem ganzen Land erhalten. Es sei ein unblutiges Drama im besten Stil der Biograph und enthalte nichts was auch die empfindsamsten Gemüter belasten oder böse Gedanken in Männern, Frauen oder Kindern wachrufen könnte. Im Gegenteil, der Film führe deutlich vor Augen, dass Ehrlichkeit der beste Weg sei.
The Moving Picture World veröffentlichte in ihrer Ausgabe vom 19. Juni 1909 eine kurze Besprechung. Der Rezensent nannte The Lonely Villa eines der am geschicktesten inszenierten unblutigen Filmdramen, die er je gesehen habe. Vom ersten Augenblick an sei alles nur noch gespannte Erwartung, und wie alle Filme der Biograph sei er von höchster Qualität. Der Rezensent hob auch die Leistung der Schauspieler hervor: die Bösewichte seien böse, der Hausherr in seiner Agonie realistisch dargestellt, insbesondere am Telefon, und die Heldin sei so ansehnlich und graziös wie immer bei der Biograph. Lonely Villa sei ein erneuter Erfolg der Biograph Company.
Der Filmwissenschaftler Vance Kepley urteilte in einer Unterrichtseinheit über Griffith’ bei der Biograph Company entstandenen Kurzfilme über The Lonely Villa, dass der Plot (mit der gefälschten Nachricht, die den Vater fortlockt) konstruiert wirkt, und einige Einstellungen zu lange dauern und unbeholfen choreographiert sind.